# Parapsilogastrus longicornis
Parapsilogastrus longicornis är en stekelart som beskrevs av John M. Heraty 2002. Parapsilogastrus longicornis ingår i släktet Parapsilogastrus och familjen Eucharitidae.
Artens utbredningsområde är Papua Nya Guinea. Inga underarter finns listade i Catalogue of Life.